# 恶棍天使
《恶棍天使》是一部由俞白眉编剧、邓超执导、邓超与孙俪主演的中国喜剧电影，于2015年12月24日上映。

## 劇情
因为一起车祸，高智商低情商的学霸女查小刀（孙俪 饰）意外相遇专职替人讨债的恶棍莫非里（邓超 饰）。被莫非里狠狠敲诈一笔的查小刀意志消沉，回想自己与母亲断绝关系，工作被老板开除便愈加绝望。偶然间查小刀看到专治心理疑难杂症…

## 演员
- 邓　超[3]：恶棍莫非里
- 孙　俪[3]：学霸女查小刀
- 代乐乐[3]
- 梁　超[3]
- 杨新鸣[3]
- 王砚辉[3]

## 票房
上映的首个周末在中国获得5千5百万美元的票房。最终累计6.49亿元人民币。

## 评价
- 《恶棍天使》在豆瓣评分为3.9分。
- 俞白眉和邓超认为电影遭到营销抹黑，俞白眉建议用微博去搜“恶棍天使”，并称“我们每十分钟搜一次，结果得到的感受是85%以上的人是好评”。[5]
- 从2015年12月27日6点15分起，邓超在一小时之内连续转发了78条《恶棍天使》网友好评微博，并且每一条都搭配“碗得服”（wonderful）三个字以及一个doge表情，导致其微博粉丝数减少17万。[5]